# Варзі-Ятчі
Варзі́-Ятчі́ (рос. Варзи-Ятчи, удм. Ӟатча) — село у складі Алнаського району Удмуртії, Росія.

## Історія
2004 року до складу села було приєднано селище Варзі-Ятчинський курорт.

## Населення
Населення — 974 особи (2010; 1042 в 2002 (з них у селі Варзі-Ятчі 684 особи, у селищі Варзі-Ятчинський курорт 358 осіб)).
Національний склад станом на 2002 рік:
- удмурти — 98 % у селі Варзі-Ятчі, 69 % у селищі Варзі-Ятчинський курорт.

## Господарство
На північній околиці села розташований Варзі-Ятчинський курорт, заснований в 1899 році. Село має виселок Петрівка.

## Відомі люди
В селі народився народний поет Удмуртії Байтеряков Микола Семенович.

## Вулиці[4]
- вулиці — Алнаська, Байтерякова, Дружби, Комсомольська, Курортна, Лісова, Лучна, Миру, Молодіжна, Першотравнева, Річкова, Розквітна, Садова, Сонячна, Ставкова, Удмуртська, Ушкова
- провулки — Мирний, Поштовий, Шкільний

## Галерея

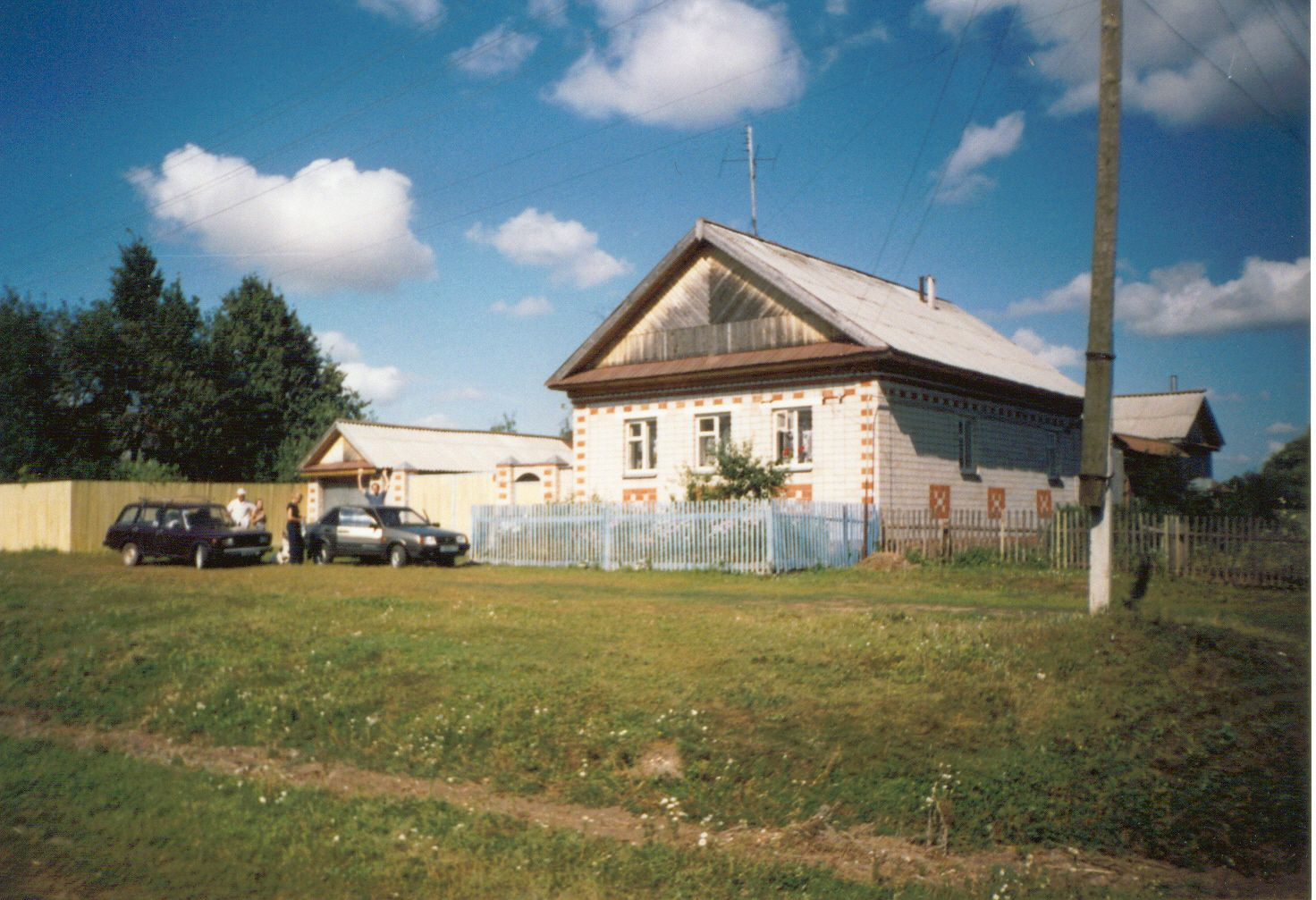
Будинок
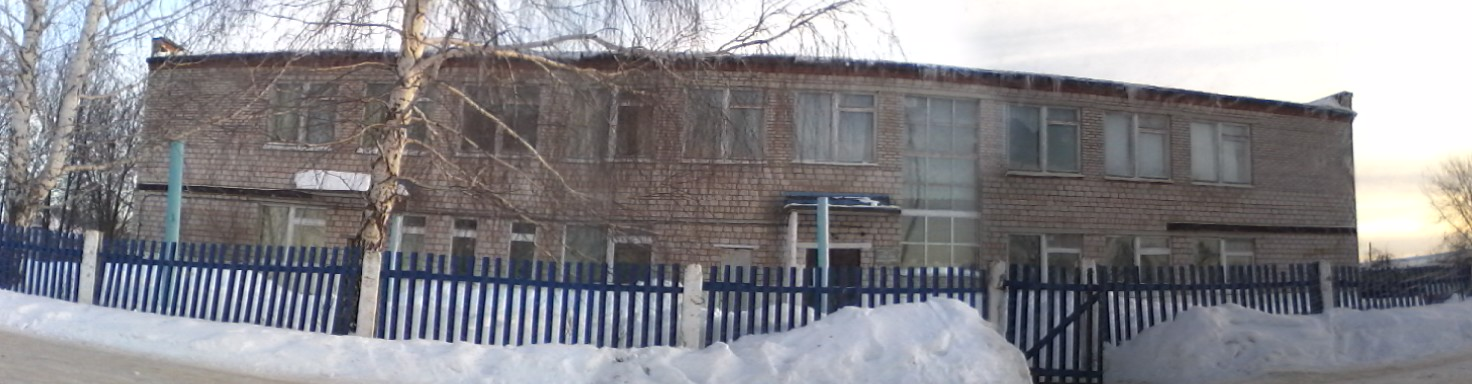
Дитячий садок.
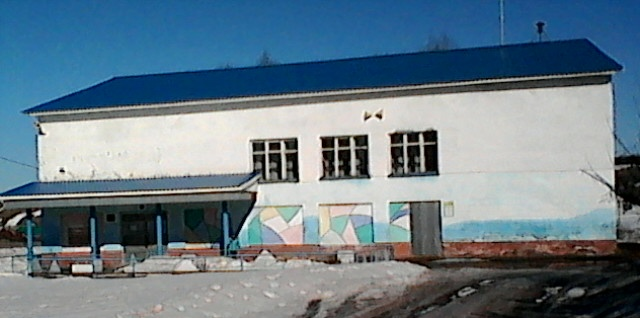
Сільський клуб